# Dámaso Pérez Valenzuela
Dámaso Pérez Valenzuela fue un político y periodista español.

## Trayectoria
Emigrado en Cuba, fue secretario de Hijos de Galicia en La Habana (1926) y presidente de la Alianza Republicana Española en Cuba (1931). Colaboró en A Terriña, Aires del Miño, Cultura Gallega y Cénit. 